# Type 053 (lớp khinh hạm)
Lớp khinh hạm Type 053 (định danh theo NATO là Jianghu - Giang Hỗ) là một lớp khinh hạm được Hải quân Trung Quốc phát triển và chế tạo với số lượng lớn làm tàu hộ vệ tên lửa. Trung Quốc cũng xuất khẩu loại tàu này cho một số nước khác.
Tuy nhiên sau khi mua chất lượng của những tàu chiến này đang ngày càng xuống cấp khiến không ít quốc gia đã phải đặt dấu hỏi. Hệ thống điện lực của 053H2 thiết kế phi khoa học đã dẫn đến rất nhiều sự cố, hệ thống động lực thiếu tin cậy, hệ thống kiểm soát rủi ro trên tàu cũng có nhiều hạn chế, thiết kế vỏ tàu không chắc chắn, rất dễ gặp sự cố thủng thân tàu hoặc rò rỉ nước. Thái Lan đã phải nhờ các công ty Thụy Điển để cứu 2 tàu chiến này thoát khỏi cảnh nghỉ hưu sớm. Đồng thời, hệ thống vũ khí, điện tử, trang thiết bị đi kèm của Trung Quốc cũng bị dỡ bỏ. Có thể nói tàu chiến của Trung Quốc trong quân đội Thái Lan chỉ là cái xác không hồn.

## Các phân lớp

### 053H (Giang Hỗ-I)
Phân lớp này có 14 chiếc đã được chế tạo gồm các tàu có số hiệu và tên gọi sau đây.
- 509 Changde (sau đổi thành tàu hải giám #1002)
- 510 Shaoxing (sau đổi thành tàu hải giám #1003)
- 511 Nantong
- 512 Wuxi
- 513 Huaiyin (ban đầu gọi là Huai'an)
- 514 Zhenjiang
- 515 Xiamen (loại biên cuối năm 2010)
- 516 Jiujiang (chuyển đổi thành tàu hỗ trợ hỏa lực cho MRL)
- 517 Nanping (loại biên cuối năm 2010)
- 518 Ji'an
- 519 Changzhi
- 520 Kaifeng (bị hỏng năm 1985 sau khi mắc cạn)
- 551 Maoming
- 552 Yibin

### 053H1 (Giang Hỗ-II)
Có 8 chiếc được chế tạo:
- 533 Taizhou (tên cũ là Ningbo)
- 534 Jinhua
- 543 Dandong
- 545 Linfen
- 553 Shaoguan
- 554 Anshun (bán cho Myanma năm 2012)
- 555 Zhaodong
- 556 Xiangtan (bán cho Bangladesh năm 1989)
- 557 Jishou (bán cho Myanma năm 2012)

### 053H2 (Giang Hỗ-III)
Ba chiếc
- 535 Huangshi (Chờ bán cho Bangladesh năm 2012)
- 536 Wuhu (Chờ bán cho Bangladesh năm 2012)
- 537 Cangzhou (ban đầu tên là Zhoushan)

### 053HT-H (Giang Hỗ-IV)
Chỉ có 1 chiếc
- 544 Lushun (ban đầu tên là Siping) (chuyển thành tàu huấn luyện của Học viện Hải quân năm 2010)

### 053H1G (Giang Hỗ-V)
Có 6 chiếc
- 558 Zigong
- 559 Beihai
- 560 Dongguan (từng bị mắc cạn ở bãi Trăng Khuyết (quần đảo Trường Sa) hồi giữa tháng 7/2012)
- 561 Shantou
- 562 Jiangmen
- 563 Foshan

### Phục vụ trong hải quân nước khác
Có 9 chiếc phục vụ trong hải quân các nước khác
- Hải quân Bangladesh [2]
  - F18 Osman (053H1): vốn là tàu 556 Xiangtan được bán cho Bangladesh năm 1989.
- Hải quân Myanma
  - F21 UMS Mahar Bandoola (053H1): vốn là tàu 557 Jishou, bán cho Myanma năm 2012.
  - F23 UMS Ums Mahar Thiha Thura (053H1): vốn là tàu 554 Anshun, bán cho Myanma năm 2012.
- Hải quân Ai Cập[3]
  - 951 Najim al-Zafir (053H1): vôn là tàu 538
  - 956 Al-Nasser (053H1): vốn là tàu 546
- Hải quân Hoàng gia Thái Lan[4]
  - 455 HTMS Chao Praya (053T): Chế tạo riêng cho Thái Lan dựa trên mẫu 053H2 (Giang Hỗ III).
  - 456 HTMS Bangpakong (053T): Như trên
  - 457 HTMS Kraburi (053HT): Cải tiến từ mẫu 053HT-H, chế tạo năm 1992. Có sân đáp máy bay trực thăng và YJ-81 (C-801) SSM's.
  - 458 HTMS Saiburi (053HT): Như trên.

## Đặc điểm kỹ thuật
|                  | Kiểu 053K | Kiểu 053H | Kiểu 053H2 |
| ---------------- | --- | --- | --- |
| Lượng choán nước | - 1.674 tấn (tiêu chuẩn) - 1.924 tấn (đầy) | - 1.425 tấn (tiêu chuẩn) - 1.702 tấn (đầy) | - 1.565 tấn (tiêu chuẩn) - 1.960 tấn (đầy) |
| Chiều dài        | 103 m | 103,2 m | 103,2 m |
| Beam             | 10,8 m | 10,8 m | 11,3 m |
| Draft            | 3,1 m | 3,05 m | 3,19 m |
| Động cơ          | 2 x động cơ diesel 14.000 mã lực | - 2 x 12E390VA, 880 kW (7.885 mã lực) at 480 rpm. - 4 x máy phát diesel SEMT Pielstick 16PA6V280BTC (license-built by Shaanxi Diesel Engine Works). | 2 x 12E390VA, 880 kW (7.885 mã lực) at 480 rpm. |
| Tốc độ           | - 26 knot (thiết kế) - 30 knot+ (thử nghiệm) | 26 knot | 26.5 knot |
| Thủy thủ đoàn    | 200 | 190 | 190-200 |
| Hệ thống điện tử | | - Radar Kiểu 354 (Eye Shield) 2D air/surface search - Radar Kiểu 352 (Square Tie) - G/H-band radar for SSM and 100 mm gun targeting - EH-5 hull-mounted MF sonar - Jug Pair intercept ECM/EW system - ZKJ-3 combat data system (with reported speed of 1 Mbit/s) in some units - Data link: HN-900 (Chinese equivalent of Link 11A/B, to be upgraded) - Communication: SNTI-240 SATCOM | - Radar Kiểu 354 (Eye Shield) 2D air/surface search, I-band - Kiểu 517H-1 (Knife Rest) 2D long-range air search, A-band - Radar Kiểu 352 (Square Tie) surface search fire-control, I-band - Radar dẫn bắn Kiểu 343 (Wasp Head), G/H-band - 2 x radar dẫn bắn Kiểu 341 cho sung phòng không 37 mm AA - 2 x Racal RM-1290 navigation radars, I-band - SJD-5 medium-frequency sonar - SJC-1B reconnaissance sonar - SJX-4 communications sonar - CTC-1629 combat data system (or Chinese copy ZKJ-3A) - Data link: HN-900 (Chinese equivalent of Link 11A/B, to be upgraded) - Communication: SNTI-240 SATCOM - RWD-8 (Jug Pair) intercept EW suite - Kiểu 9230I radar warning receiver - Kiểu 651A IFF |
| Vũ trang         | - 2 x pháo nòng đôi100 mm (tầm bắn 22 km) - 2-4 x pháo cao xạ nòng đôi 37mm AAA (tầm bắn 8,5 km) - 2 x dàn tên lửa đối không 2 quả HQ-61B SAM (tầm bắn 10 km) - 2 x hệ thống pháo phản lực phóng loạt 5 nòng Kiểu 62 ASW RL (tầm bắn 1,2 km) - DC rack | - 6 x SY-1 SSM - 2 x pháo 100 mm - 4 x súng nòng đôi 37 mm AA - 2 x hệ thống pháo phản lực phóng loạt 5 nòng Kiểu 81 (RBU-1200) ASW RL (30 quả đạn), hoặc 2 x hệ thống 6 nòng Kiểu 3200 ASW RL (36 quả đạn) - 2 x Kiểu 62 5-tube A/S mortar launchers - 2 x depth charge (DC) racks & projector                                                                                        | - 8 x YJ-8 hoặc YJ-82 SSM - 2 x pháo nòng đôi 100 mm Kiểu 79A - 4 x sung nòng đôi 37 mm Kiểu 76 AA - 2 x hệ thống pháo phản lực phóng loạt 5 nòng Kiểu 81 ASW (30 quả đạn) - 4 x Kiểu 64 DC projectors - 2 x DC racks - 2 x Mk-36RBOC 6-barrel decoy rocket launchers |